# Comfort Me
Comfort Me — 2-й студійний альбом американської ритм-енд-блюзової співачки Карли Томас, випущений у жовтні 1966 року лейблом Stax Records. Записаний у 1964–1965 роках в Мемфісі (Теннессі).
Альбом став дебютним для співачки на лейблі Stax (на момент випуску їй було 24 роки). У 1966 році альбом посів 11-е місце в чарті R&B Albums і 134-е місце в чарті Billboard 200 журналу «Billboard».

## Опис
Альбом включає 12 композицій, які були записані під час трьох сесій звукозапису, що проходили 4 червня 1964, 14 жовтня 1964, 19 листопада 1965 року в Мемфісі (Теннессі). Разом з ритм-секцією Booker T. and the MG's і секцією духових the Mar-Key, Томас записала кавер-версії «Move on Drifter» Бебі Вашингтон і «Forever» The Marvelettes, «Will You Love Me Tomorrow?» the Shirelles, «Let It Be Me» The Everly Brothers, «What the World Needs Now» Джекі ДеШеннонс, «Lover's Concerto» The Toys і «Yes I'm Ready» Барбари Мейсон, а також власні пісні, написані у співпраці з Стівом Кроппером і Едді Флойдом. Найбільше виділяється заглавна пісня «Comfort Me» (написана Кроппером і Флойдом) із бек-вокалом від гурту Gladys Knight & the Pips. На момент запису співачці було 24 роки.
Альбом офіційно був випущений у березні 1966 року на Stax Records і став дебютним для Томас на лейблі після того, як вона залишила Atlantic. Альбом посів 11-е місце в чарті R&B Albums і 134-е місце в чарті Billboard 200 журналу «Billboard».
У 1964 році сингл «(I've Got) No Time to Lose» посів 67-е місце в чарті R&B Singles і 67-е місце в чарті Billboard Hot 100, а «A Woman's Love» 71-е і 71-е місця відповідно.

## Список композицій
1. «Comfort Me» (Алвертіс Айсбелл, Стів Кроппер, Едді Флойд)  — 2:37
2. «No Time to Lose» (Стів Кроппер)  — 2:45
3. «Yes, I'm Ready» (Барбара Мейсон)  — 2:40
4. «Lover's Concerto» (Сенді Лінцер, Денні Ренделл)  — 2:40
5. «I'm For You» (Айзек Хейз, Девід Портер) — 2:40
6. «What the World Needs Now» (Гел Девід, Берт Бакарак)  — 3:15
7. «Let It Be Me» (Жильбер Беко, П'єр Деланое, Менні Кертіс) — 2:43
8. «A Woman's Love» (Стів Кроппер, Карла Томас)  — 2:48
9. «Will You Love Me Tomorrow» (Джеррі Гоффін, Керол Кінг) — 2:58
10. «Forever» (Браян Голланд, Ламонт Дозьє, Едді Голланд) — 2:45
11. «Move on Drifter» (Бебі Вашингтон) — 2:55
12. «Another Night Without My Man» (Алвертіс Айсбелл, Стів Кроппер, Едді Флойд)  — 3:03

Композиції були записані 4 червня 1964 (2), 14 жовтня 1964 (8), 19 листопада 1965 (1, 3-7, 9-12) року в Мемфісі (Теннессі).

## Учасники запису
- Карла Томас — вокал
- Booker T. and the MG's — ритм-секція
- The Mar-Keys — духові
- Gladys Knight & The Pips — бек-вокал (1)

Технічний персонал
- Джим Стюарт — продюсер
- Боб Ролонтц — текст до обкладинки

## Хіт-паради
Альбоми
| Рік  | Чарт          | Позиція |
| ---- | ------------- | ------- |
| 1966 | R&B Albums    | 11      |
| 1966 | Billboard 200 | 134     |

Сингли
| Рік  | Сингл                        | Чарт              | Позиція |
| ---- | ---------------------------- | ----------------- | ------- |
| 1964 | «(I've Got) No Time to Lose» | R&B Singles       | 67      |
| 1964 | «(I've Got) No Time to Lose» | Billboard Hot 100 | 67      |
| 1964 | «A Woman's Love»             | R&B Singles       | 71      |
| 1964 | «A Woman's Love»             | Billboard Hot 100 | 71      |

## Видання
| Країна | Дата | Лейбл | Формат | Каталог |
| ------ | ---- | ----- | ------ | ------- |
| США    | 1966 | Stax  | LP     | 706     |